# Kraftformer
Der Kraftformer ist eine Maschine zum spanlosen Umformen von Blechen, Rohren und Profilen ohne Wärmeeinwirkung (Kaltumformung). Mit der Maschine können durch den Wechsel der universell einsetzbaren Werkzeuge je nach Modell folgende Umformarbeiten durchgeführt werden: Stauchen, Strecken, Nachformen, Spannen, Bombieren, Glätten und Richten. Entwickelt wurden die Werkzeuge ab 1948 von Walter Eckold, dem Erfinder der ersten Stauchmaschine.

## Geschichte
Walter Eckold (1895–1963) meldete im Jahr 1941 das Patent auf eine „Maschine zur spanlosen Formung von handgesteuerten Blechen oder Profilen“ an; die Erteilung erfolgte aufgrund der kriegsbedingten Unterbrechung der Arbeit des Patentamtes allerdings erst 1958. Diese Stauchmaschinen wurden weiterentwickelt und ab 1950 unter dem Begriff „Eckold Kraftformer“ als „Universalmaschine zur Kaltformung von Blechen und Profilen“ angeboten. Der erste Kraftformer KF 400 wurde im Jahr 1950 in St. Andreasberg im Harz gebaut. Fertigungsstätten heutiger Modelle sind die Eckold GmbH & Co. KG in St. Andreasberg (KF 470 Medium und KF 675 Magnum) und die Eckold AG in Trimmis/Schweiz (KF 170, KF 170 PD, KF 324, KF 340, KF 800 und Handformer HF).

## Anwendungsbereiche
Mit einem Kraftformer lassen sich Profile biegen, Bleche umformen, Reparaturarbeiten ausführen und Korrekturen herstellen. Kraftformer werden hauptsächlich in der Luftfahrtindustrie, im Boots- und Yachtbau, im Waggonbau, in der Oldtimerrestauration und in allen anderen Bereichen der Blech- und Metallbearbeitung eingesetzt.

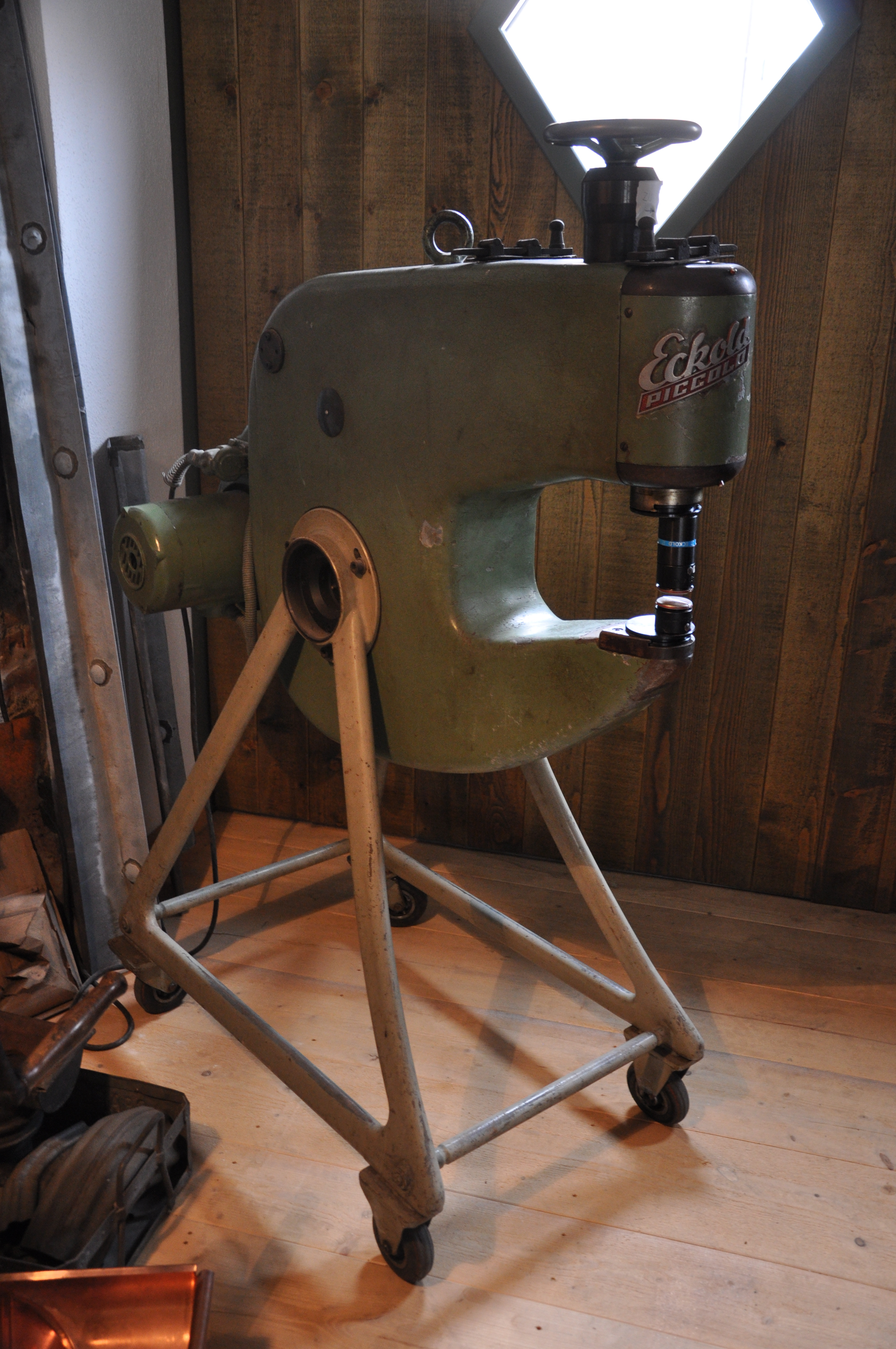
Kraftformer „Eckold piccolo“ von 1958

## Modelle und Bauzeiten
Die Kraftformer-Modelle unterscheiden sich in Umformkraft, Ausladung, Hubzahl und Drucksteuerung.

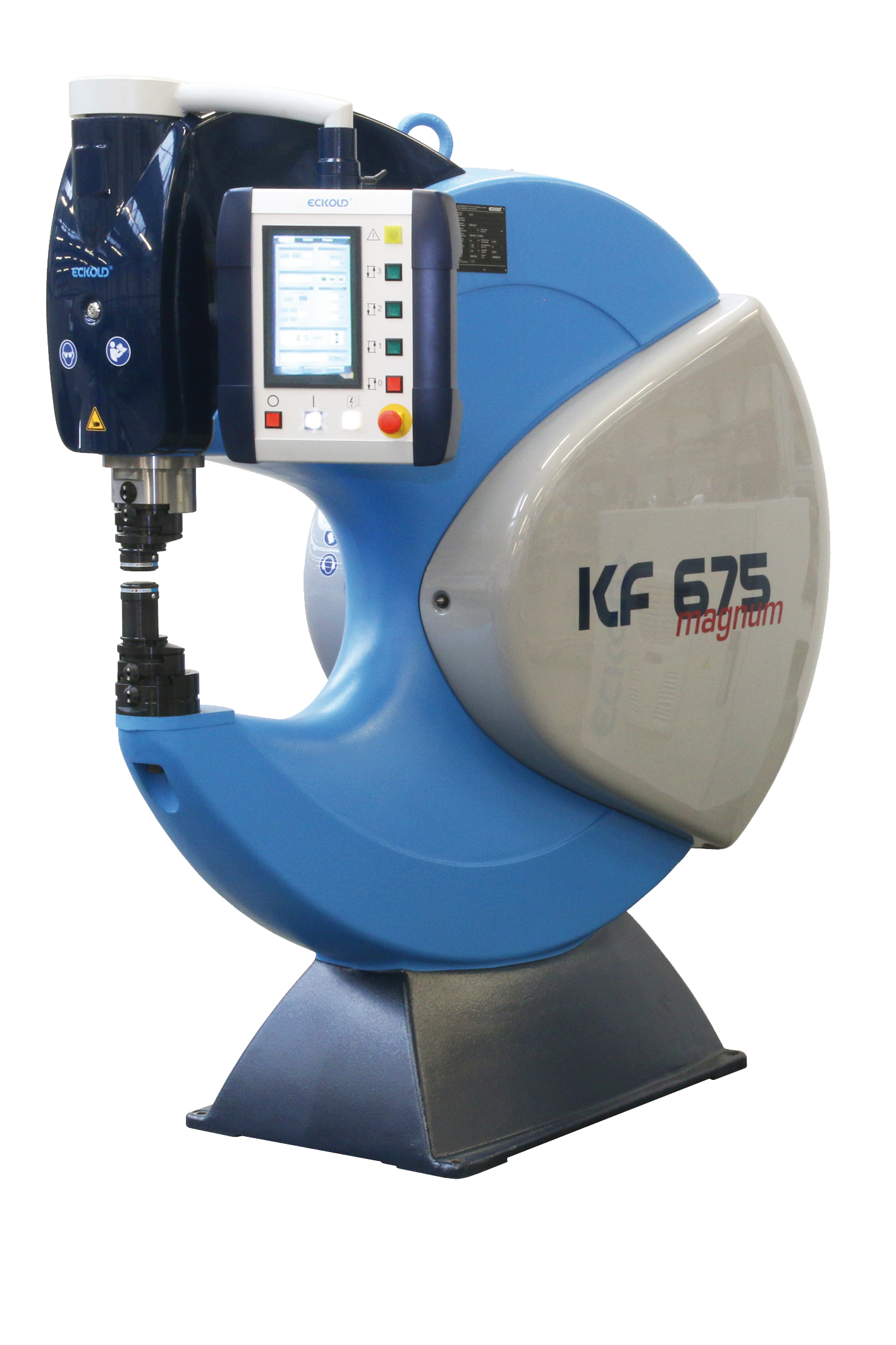
Kraftformer KF 675 Magnum von 2017

| Modell         | Bauzeit   | Anmerkung                                                                 |
| -------------- | --------- | ------------------------------------------------------------------------- |
| KF 400         | 1950–1953 | ab 1952 auch in Lizenz von Fokker, Niederlande hergestellt und vertrieben |
| KF 453C        | 1954–1955 |                                                                           |
|                |           |                                                                           |
| KF 500         | 1952–1953 |                                                                           |
|                |           |                                                                           |
| KF 653 C       | 1954–1961 | Originale Werksbroschüre                                                  |
| KF 653 CVA     | 1961–1966 |                                                                           |
| KF 653 CV      | 1964–1968 |                                                                           |
|                |           |                                                                           |
| KF 460         | 1967–2017 | Originale Werksbroschüre                                                  |
| KF 470 Medium  | seit 2017 |                                                                           |
|                |           |                                                                           |
| KF 665         | 1965–2016 |                                                                           |
| KF 675 Magnum  | seit 2014 |                                                                           |
|                |           |                                                                           |
| KF 309 Piccolo | 1957–1973 |                                                                           |
| KF 310 Piccolo | 1973–1979 |                                                                           |
| KF 314 Piccolo | 1979–1992 |                                                                           |
|                |           |                                                                           |
| KF 320 Piccolo | 1979–1992 | Originale Werksbroschüre                                                  |
| KF 324 Piccolo | seit 1992 |                                                                           |
| KF 330 Piccolo | 1992–2011 |                                                                           |
| KF 340         | seit 2007 |                                                                           |
|                |           |                                                                           |
| KF 170 PD      | seit 2002 |                                                                           |
| KF 170 P       | 1994–2002 |                                                                           |
| KF 170 H       | 1994–2002 |                                                                           |
| PF 100         | 1990–1993 |                                                                           |
|                |           |                                                                           |
| KF 800         | seit 2019 |                                                                           |